# Liste von Trägern des Rheinlandtalers

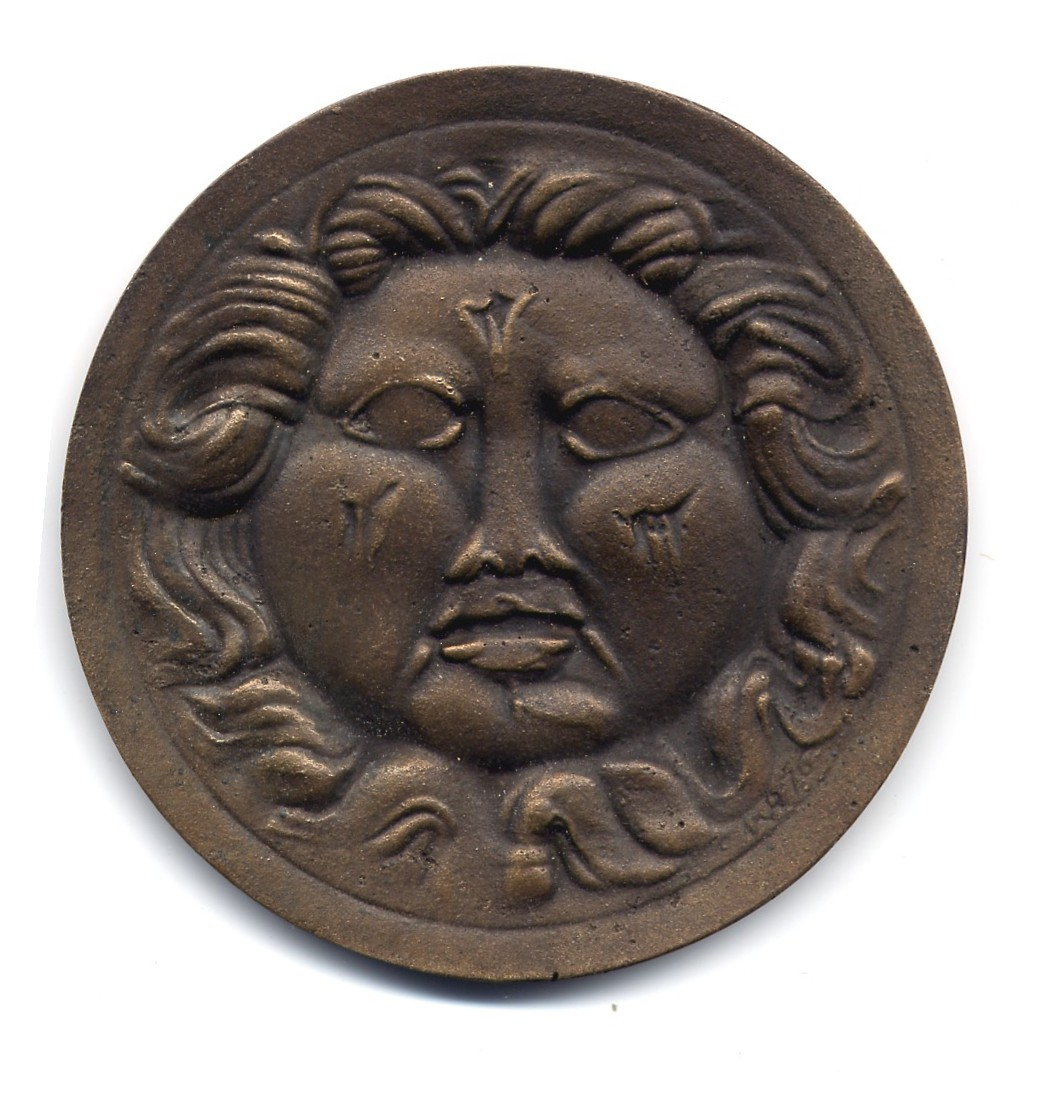
Rheinlandtaler

Die nachfolgende Liste von Trägern des Rheinlandtalers ist nicht vollständig.

## A
- Werner Abresch, Wesel 2006 – Landes- und Regionalgeschichte
- Ulrich W. Abts, Krefeld 2025 – Kultur, Naturwissenschaft
- Wolfgang Acht, Köln 2012 – Mundart
- Udo Achten, Düsseldorf 2017 – Landes- und Regionalgeschichte
- Alfons Ackermann, Remscheid 2015 – Kulturförderung
- Herbert Ackermann, Grefrath 2004 – Grefrather Mundartwörterbuch
- Herbert Aden, Köln 1993 – Naturschutz
- Okan Akin, Maastricht 2007 – multinationales Zusammenleben
- Johanna Akomeah, Köln 2012 – Alltagskultur und multikulturelles Zusammenleben
- Mehmet Aksar, Bonn 2010 – Archivpflege und multikulturelles Zusammenleben
- Karl Allgaier, Monschau 2014 – Mundart
- Vicente Riesgo Alonso, Wachtberg 2001 – Integration spanischer Einwanderer, Spanische Weiterbildungsakademie
- Gerhard Alsters, Wesel 1980 – Archäologie
- Hans Alt, Städteregion Aachen 1991 – Alltagskultur
- Jolanta Altmann-Radwanska, Bonn 2005 – Historische Aufarbeitung der Zwangsarbeit 1939–1945 und Initiatorin von Begegnungswochen mit ehemaligen polnischen Zwangsarbeitern
- Josef Amberg, Städteregion Aachen 1988 – Landes und Regionalgeschichte
- Clemens Ameluxen, Neuss 1990 – Landes- und Regionalgeschichte
- Karl Amendt, Krefeld 2009 – Bodendenkmalpflege
- Gaby Amm, Köln 2001 – Alltagskultur und Mundart
- Toni André, Alsdorf 2000 Mundart
- Herbert Arbogast, Viersen 1992 – Alltagskultur
- Josef Aretz, Städteregion Aachen 1993 – Heimatforschung
- Horst Arnold, Mülheim an der Ruhr 1982 – Heimatforschung
- Hans-Dieter Arntz, Euskirchen 1992 – Juden im Rheinland, Zweiter Weltkrieg, Ordensburg Vogelsang
- Jean Assenmacher, Rhein-Sieg-Kreis 1992 – Heimatforschung und Mundart
- Musa Ataman, Troisdorf 1997 – Kurdische Gemeinschaft Bonn / Rhein-Sieg-Kreis e.V.
- Robert Atteln, Mettmann 1991 – Denkmalpflege
- Alain Atten, Luxembourg 1993 – Mundart
- Louis Augustus, Kerkrade (NL) 2001 – Landes- und Regionalgeschichte
- Marie Sofie Aust, Meerbusch 1987 – Alltagskultur
- Andrea Auth, Essen 2015, für den Naturschutzverein Volksgarten e.V.
- Rolf Balthasar Axer, Kerpen 2020 – Heimatfreunde Stadt Kerpen; Einsatz für den Erhalt und die Bewahrung der Natur als Lebensraum
- Walter Axmacher, Emmerich 2011 – Heimatforschung

## B
- Roman Bach, Krefeld 1978 – Allgemeine Kulturpflege
- Carl Jakob Bachem, Bonn 1994 – Denkmalpflege
- Bruno Bachler, Duisburg 2006 – Gefangener im KZ Buchenwald, Friedensaktivist
- Friedrich Wilhelm Backhaus, Remscheid 2003 – Aussöhnung zwischen Christen und Juden
- Dörte Bald, Wuppertal 2025 – Gesellschaft[1]
- Gottfried Bander, Erkrath 2006 – Eisenbahn- und Heimatmuseum Erkrath-Hochdahl
- Hermann Banze, Städteregion Aachen 1980 – Alltagskultur
- Alfred Bartl, Leverkusen 1995 – Naturschutz
- Rudolf Bast, Alsdorf 2014 – Landes- und Regionalgeschichte
- Angelika Baum 2010 – Kulturelle Entwicklung und Bedeutung des Rheinlandes, Naturschutz
- Heinz Baum 2010 – Kulturelle Entwicklung und Bedeutung des Rheinlandes, Naturschutz
- Franz Baumann, Städteregion Aachen 2001 – Heimatforschung
- Jakob Baumann, Hürth 2002 – Heimatforscher, Geograph
- Meinolf Bauschulte, Roetgen 2014 – Mundart
- Jürgen Becker, Köln 2007 – Kabarettist
- Raffael Becker, Köln 1998 – Kunstmaler und Graphiker
- Ralph Becker (Heimatforscher), Langerwehe 2017 – kulturelle Entwicklung des Rheinlandes
- Wilhelm Becker, Köln 1984 – Erforschung und Darstellung der Geschichte des rechtsrheinischen Kölner Gebiets
- Hubert Beckers, Aachen 1989 – Heimatforschung
- Barbara Behr, Krefeld 2024 –  Erinnerungsarbeit, wissenschaftliche Erforschung der NS-Zeit, Förderverein NS-Dokumentationsstelle Villa Merländer[2]
- Konrad Beikircher, Bonn 1993 – Kulturförderung
- Bernhard Benninghoff, Voerde 2004 – Denkmalsanierung
- Hubert Berens, Heinsberg 1995 – Heimatforscher
- Günter Bergerhoff, Bonn 2008 – Denkmalpflege
- Manfred Berges, Marienheide 2007 – Heimatforscher
- Günter Bers, Jülich 2016 – Historiker
- Reiner Bertrand, Aachen 2007 – multinationales Zusammenleben
- Henning „Henner“ Berzau, Köln 2004 – Garten-, Milieu- und Veedelslieder
- Rudolf Besouw, Krefeld 1988 – Kirchen- und Ortsgeschichte, Heimatkunde
- Heinz Bienen-Scholt, Wesel 1996 – Vorsitzender des Heimatvereins Wesel-Bislich
- Gerhard Birker, Wuppertal 1985 - Heimat-, Familien- und Stadtgeschichte
- De Bläck Fööss, Köln 1989 – Musiker
- Paul Blaesen, Erkelenz 1994 – Heimatforschung, Landes- und Regionalgeschichte
- Vera Blazek, Aachen 2006 – Förderung der deutsch-tschechischen Beziehungen
- Stefan Blumberg, Lindlar 2015 – Heimatforscher, Pflege der Mundart
- Justus Bockemühl, Wuppertal 1978 – wissenschaftliche Erforschung der bergischen Geschichte
- Heinz Boden, Leverkusen 2013 – Umweltschutz[3]
- Wilhelm Bodens, 1981 – Alltagskultur
- Harry Böseke, Marienheide 2005 – Gründer des Museums Haus der Geschichten
- Harry Bons, Blankenheim 2005 – Restaurierung Bodendenkmäler
- Elke Brandt, Mülheim an der Ruhr 2004 – Naturschützerin
- Theodor Brauer, Kleve 2004 – Archiv niederrheinischer Festschriften
- Bernd Braun (Heimatforscher), Duisburg 2007 – Engagement in der Heimatpflege
- Leo Braun, Eschweiler 1984 – Mundart
- Wicze Braun, Leichlingen 2007 – Kunstförderung (zusammen mit Wolfgang Brudes)
- Klaus Brausch, Wuppertal 2020 – Engagement für den Naturschutz, Vermittlung von Heimatgeschichte, Einsatz für ein weltoffenes Rheinland im geeinten Europa[4][5]
- August Brecher, Stolberg 1994 – Landes- und Regionalgeschichte
- Johann Breidenassel, Hohkeppel 1978 – Ehemaliger Bürgermeister der ehemaligen Gemeinde Hohkeppel († 28. März 1978, bevor die Auszeichnung überreicht werden konnte)
- Hans Leonhard Brenner, Bergisch Gladbach 1999 – Heimatforscher
- Fr.-Josef Breuer, Wassenberg-Birgelen 2009 – Landes- und Regionalgeschichte
- Rolly Brings, Köln 2007 – Lieder und Texte gegen Rassismus
- Jörg Brinkmann, Essen 2002 – Naturschutz
- Heinrich Brodeßer, Troisdorf-Bergheim 1987 – Heimatforschung
- Ursula Broicher, Krefeld 2005 – Heimatpflege, Landschaftspflege, Kulturpflege
- Hans Bruchhausen, 2005 – Mundartdichter
- Wolfgang Brudes, Leichlingen 2007 – Kunstförderung (zusammen mit Wicze Braun)
- Anne Brüggestraß, Neukirchen-Vluyn 2006 – Heimatforscherin[6]
- Gisela Brühl, Bergisch Gladbach 1997 – Bodendenkmalpflege, Archäologie
- Herbert Brühl, Bergisch Gladbach 1997 – Bodendenkmalpflege, Archäologie
- Hans Joachim de Bruyn-Ouboter, Wuppertal 2008 – Heimatforscher
- Karl Bubner, Leichlingen 1979 – Heimatforscher
- Christoph Buchen, Morsbach 1996 – Heimatforscher, Naturschutz
- Johannes Bücher, Bonn 1977 – Heimatforschung
- Hubert Büchler, Overath 1980 – Heimatforscher
- Manfred Buer, Ratingen 2003 – Mundartpflege, Denkmalschutz, Naturschutz
- Guido von Büren, Jülich 2019, Vorsitzender des Jülicher Geschichtsvereins
- Rolf Büger, Viersen 1998, Heimatforscher
- Peter Burggraaff, Kelberg-Zermüllen 2003 – Historischer Geograph
- Oskar Burghardt, Krefeld 1993 – Naturschutz und Heimatpflege
- Armin Busch, Burscheid 2009 – Bewahrung der Kulturlandschaft
- Peter Busch, Geldern 2013 – Kulturförderung[7]
- Günter Buschhaus, Wuppertal 1986 – Mundartforschung[8]
- Klaus-Dieter Buse, Wermelskirchen 2015 – Heimatforscher
- Jochen Butz, Krefeld 2013 – Mundartpflege, Heimatpflege, Kulturförderung

## C
- Caco (Karl-Heinz Ramacher), Krefeld 2016 – Künstler
- Care 4 Cologne e. V., Köln 2025 – Obdachlosenhilfe[9]
- Herbert Casemir, Krefeld 1978 – Zoologie
- Hıdır Eren Çelik, Bonn, 2006 – Migration, Grenzgänger zwischen Morgen- und Abendland
- Robert Claßen, Krefeld, 2018, Heimatforschung
- Reinhold Christiani, Düsseldorf 2014, Kulturförderung
- Hans-Dieter Collinet, Aachen 2010 – Landes- und Regionalgeschichte
- Bernhard Conin, Köln 2024 – Kölnische Brauchtumspflege[2]
- Christel Cramer, Burscheid 2004 – Kulturförderung
- Carl Cüppers, Bergisch Gladbach 1991 – Gründer des Schulmuseums Bergisch Gladbach – Sammlung Cüppers

## D
- Willi Dittgen, Dinslaken 1983 – Heimatforscher
- Maria Louise Denst, Kürten 1985 – Heimatforschung
- Rolf Dettmann, Dahlem-Kronenburg 1987 – Maler
- Josef Dreßen, Erkelenz 1989 – Heimat- und Familienforschung
- Peter Dauscha, Wien/Bergisch Gladbach 1995 – Kulturförderung
- Hans-Dieter Dyroff, 2003 – Vorsitzender des UNESCO-Bundes Bonn
- Wilhelm Diedenhofen, 2005 – Geschichte und Archäologie
- Johann Diederichs, 2005 – Schmied im Rheinischen Freilichtmuseum Kommern
- Verein Dorfentwicklung Dingden e. V., Dingden 2024 – Engagement in der Denkmalpflege[2]
- Wolfgang Drösser, Wesseling 2005 – Heimatforscher
- Maria Diedenhofen, 2007 – Heimatforscherin und Heimatdichtung
- Maria Dübbers, 2007 – Vorsitzende der Offers-Kompeneï Velbert
- Gunter Demnig, Köln 2010 – Aktionskünstler, Verlegung von Stolpersteinen im Gedenken an deportierte und ermordete Menschen im III. Reich
- Carl Dietmar, Köln 2024 – Kultur, u. a. Mitgründer von Geschichte in Köln[2]
- DOMiD e. V., Köln 2024 - Engagement gegen Vorurteile und für ein friedliches, vielfältiges Zusammenleben[2]
- Josef Domsel, 1986 – Mundart
- Joachim Dorfmüller, Wuppertal 1991 – Musikhistoriker, Organist und Pianist

## E
- Rebekka Eckelboom, Krefeld 2007 – Naturschutz
- Ulrike Eitner, Essen 2014 – Naturschutz
- Friedhelm Elsen, Blankenheim 2005 – Restaurierung Bodendenkmäler
- Jürgen Endemann, Bonn 2024 – Heimatverein Bad Godesberg, Verein von Altertumsfreunden im Rheinland, Dorow-Gesellschaft zur Förderung des LVR-Landesmuseums[10]
- Heinrich Engelhard, Aachen 2020 – Engagement in der Pflege und Erhaltung der Mundart des Öcher Platt[5]
- Fritz Erbach, Wülfrath 1987 – Kulturförderung Mundart
- Ursula Ernestus, Wuppertal 2001 - Familienforschung als Teil der Heimatforschung
- Hans Eschbach, Rösrath 1996 – Heimatforschung, Archiv- und Mundartpflege
- Franz Esser, Blankenheim 2005 – Restaurierung Bodendenkmäler
- Reinhold Esser, Übach-Palenberg 2001 – Landes- und Regionalgeschichte
- Grete Esser-Plum, Herzogenrath 1994 – Heimatforschung
- Ludwig Essers, 1977 – Alltagskultur, Landes- und Regionalgeschichte
- Alfons M. J. Evers, Krefeld, 1982 – Naturkunde, Landschaftspflege
- Klara van Eyll, Köln 2003 – Rheinisch-Westfälisches Wirtschaftsarchiv
- Paul Eßer, Viersen 2009 – Schriftsteller zum Niederrhein

## F
- Kurt Fagnoul, St. Vith (Belgien) – ehemaliger Präsident des Geschichts- und Museumsvereins „Zwischen Venn und Schneifel“
- Brigitte Fahnenschreiber-Depenheuer, Köln 2021 – Balletttänzerin, Choreografin, „Mutter der Tanzmariechen“[11]
- Gabriele Falk, Köln 2024 –  Naturschutz, Naturkunde und Umweltbildung[2]
- Constanze Falke, Bonn 2014 – Einsatz für den Erhalt der Beethovenhalle
- Kurt Faßbinder, Baesweiler 1999 – Heimat- und Familienforscher
- Reinhard Feinendegen, Krefeld 1984 – Heimatgeschichte, Denkmalpflege
- Festkomitee Kölner Karneval, Köln 2023 - Förderung von Brauchtum und Tradition, Integration und Volksnähe
- Dieter Feist, Odenthal 2014 – Denkmalpflege
- Hans A. Fey, Köln 2012 – Mundart
- Peter Finkelgruen, Köln 2020 – Rundfunkredakteur, Korrespondent und Autor, deutsch-jüdischer Zeitzeuge[5]
- Elisabeth Fischer-Holz, Düsseldorf-Itter 2001 – Kulturförderung, Multinationales Zusammenleben und friedliches Miteinander
- Herbert Fleu, Aachen 2009 – Naturschutz
- Marinus Flokstra, Niederlande 2004 – Historiker
- Werner Focke, Duisburg 1994 – rheinische Kulturpflege
- Eberhard Foest, Leverkusen 2007 – Förderer eines Industriemuseums
- Hildegard von Fragstein, Düsseldorf/Kürten 1977 – Gründerin des Museumsdorfes Gut Hungenbach, die erste Frau unter den Preisträgern
- Heinz Franken, Heinsberg 2016 – Heimatforschung
- Irene Franken, Köln 1997 – Historikerin, Gründerin des Kölner Frauengeschichtsvereins
- Wilhelm Frenken, 2002 – Heimatforschung, Landes- und Regionalgeschichte
- Gerd Friedt, 2006 – Erforschung des jüdischen Lebens in Bergheim und dem Rhein-Erft-Kreis
- Alfons Friderichs, Diakon, Heraldiker und Buchautor (2012)
- Therese Frauenrath, Mönchengladbach 1990 – Heimatforscherin
- Paul Freres, Essen 1997 – ehrenamtlichen Verdienste um die landschaftliche Kulturpflege im Rheinland[12]
- Peter Fuchs, Köln 1992 – Schriftsteller und Historiker
- Hans-Peter Funken, Heinsberg 1987 – Alltagskultur, Landes- und Regionalgeschichte
- Helmut Fußbroich, Köln 2005 – besondere ehrenamtliche Verdienste in der landschaftlichen Kulturpflege[13]

## G
- Eberhard Garnatz, 2006 – Kunstsammler und Mäzen
- Rolf Peter Gawel, Jülich 2019 – Archäologe
- Heinz Gerichhausen, Wegberg-Beeck 1992 – Alltagskultur, Flachsmuseum
- Klaus Dieter Gernert, Rösrath 1994 – Lokalgeschichte
- Götz George, rheinisches Ruhrgebiet 2010 – Identifikationsfigur der Region[14]
- Eugen Gerritz, Krefeld 1996 – Kulturförderung
- Petra Gatting, Frechen 2014 – Kulturförderung und -pflege, stellvertretend für den Verein Linden-Theater e.V. Frechen
- Klaus Geiser, Essen 2020 – Lokalhistoriker[5]
- Gerhard Geurts, Bergisch Gladbach 2012 – Heimatforscher
- Änni Geusen, Mechernich 1994 – Heimatgeschichte, Mundart
- Johannes von Geymüller, Essen 2014 – Denkmalpflege
- Leo Gillessen, Erkelenz 1993 – Archäologie, Heimatforscher und Leiter des Kreisheimatmuseums Heinsberg
- Klaus Goebel, Wuppertal 2004 – Denkmalpflege
- Germaine Goetzinger, Luxemburg 2004 – Leiterin des Letzebuergischen Literaturarchivs
- Marianne Göllner, Solingen 2006 – Projekt „Schule macht Kunst, Kunst macht Schule“
- Peter Johan Gootzen, Niederlande 2003 – Heimatforscher
- Rolf Goßmann, Bonn 2016 – Bodendenkmalpflege/Paläontologie
- Bernd Gothe, Mönchengladbach 2020 –  Verdienste in der landschaftlichen Kulturpflege und der Brauchtumspflege[5]
- Tillmann Gottschalk, Kreuzau 1977 – Mundartdichter
- Paul Greven, Eschweiler 2015 – Bildhauer und Maler
- Lore und Otto Grimm, Essen 2024 – Einsatz für geflüchtete Menschen sowie die Instandsetzung des Deilbachhammers und Gründung des Vereins „Freunde und Förderer des Deilbachtals e.V.“[2]
- Achim Großmann, Würselen 2015 – Heimatforscher
- Albert Günther, Köln/Bergisch Gladbach 1989 – Heimatforscher, Fotograf
- Franz Gerd Gehnen, Duisburg 2008 – landwirtschaftliche Kulturpflege
- Horst Gießler, Baesweiler 2013 – Stadtgeschichte, Brauchtumspflege, Familienforschung
- Karl Gutzmer, Bonn 1994 – Heimatforscher

## H
- Peter Haas, Troisdorf 2009 – Heimatforscher
- August Haasbach, Kürten 1982 – Heimatforscher
- Hermann Haeck, Lindlar 1990 – Engagiert im Bergischen Freilichtmuseum Lindlar
- Hänneschen-Theater, 2016[15]
- Walter Haentjes, Bonn-Bad Godesberg 1979 – Erforschung der Heimatgeschichte, engagiert als Vorsitzender des Vereins für Heimatpflege und Heimatgeschichte Bad Godesberg e.V.[2]
- Christiane Haerlin, 2024 – Inklusion und Engagement für die Belange von Menschen mit psychischen Problemlagen
- Bernd Hahne, Düren 2013 – Historiker und Gründer des Stadtmuseums Düren
- Josua Halbach, Wuppertal 1994 – Heimatpflege[8]
- Heinz Halfwassen, Bergisch Gladbach 2004 – Förderung der Erforschung und Darstellung der Papiergeschichte
- Gerd Halmanns, Geldern 2013 – Geschichte des linken Niederrheins
- Wilhelm W. Hamacher, Bad Honnef 1994 – Heimatforscher
- Wilfried Hammers, Aachen 2024 – Engagement für Arbeitslose, Förderverein für Arbeit, Umwelt und Kultur[2]
- Walter Hanf, Hellenthal – Heimatforscher
- De Hangkgeschmedden, Solingen 1976 – Gruppe von Mundartschriftstellern
- Friedel Hanster, Essen 2004 – Multinationales Zusammenleben und friedliches Miteinander
- Irmgard Hantsche,  Duisburg 2020 –  Austausch zwischen der professionellen Geschichtsforschung und ehrenamtlichem Engagement[5]
- Ilsebill Hauschild, Krefeld 1997 – Naturschutz und Landschaftspflege
- Franz Heckmanns, Krefeld 1977 – Volkskunde, Ortsgeschichte, Mundartforschung
- Egon Heeg, Frechen
- Hanns Heidemanns, Wassenberg 2000 – Alltagskultur, Heimatforschung
- Edith Heinzelmann, Krefeld, 2010 – Landes- und Regionalgeschichte
- Wilhelm Helf, Langenfeld 1978 – Letzter Landrat des ehemaligen Rhein-Wupper-Kreises († 16. August 1978)
- Helping Hands Cologne e.V., Köln 2025 – Obdachlosenhilfe[16]
- Heinrich Hennekeuser, Lohmar 2005 – Heimatforscher
- Dieter Henning, Rhein-Erft-Kreis 2000 – Bodendenkmalpflege
- Volkmar Herbst, Krefeld 1986 – Natur- und Landschaftspflege
- Johann Herkendell, Bad Münstereifel 2007 – landschaftliche Kulturpflege
- Willy Hermes, Krefeld 1980 – Heimatpflege, Mundart
- Hermann Hertling, Köln 2011 – Mundart- und Heimatpflege
- Julius Hesemann, Krefeld 1990 – Bodendenkmalpflege
- Josef van Heukelum, Leverkusen-Opladen 1998
- Hans Hilberath, Erkelenz 1996 – Musikgeschichte, Alltagskultur, Landes- und Regionalgeschichte
- Heribert A. Hilgers, Köln – Kölschprofessor
- Erich Himmelein, Krefeld 2012 – Architektur, Kunst und Denkmalpflege
- Hans Hinterkeuser, Bonn 2014 – Einsatz für den Erhalt der Beethovenhalle Bonn
- Franz-Josef von der Hocht, Krefeld 2009 – Denkmalpflege
- Fritz von der Hocht, Rhein-Erft-Kreis 2014 - 50 Jahre paläontologische Forschung am Niederrhein
- Mark vom Hofe, Kürten 1992 – Natur- und Umweltschutz
- Musikgruppe Höhner, Köln 2017 – kulturelles und gesellschaftliches Engagement[17]
- Bernhard Höhner, Kerpen 2013 Heimatforscher und Arbeiten zu Philipp Anton Dethier
- Kurt Holl, Köln 2007 – Engagement für das multinationale und multikulturelle Zusammenleben im Rheinland
- Josef Höntgesberg, Köln 2003, multinationales Zusammenleben
- Peter Höpgens, Erkelenz 1982 – Alltagskultur, Landes- und Regionalgeschichte, Gründer des Rheinischen Feuerwehrmuseums
- Angelika Horster, Krefeld, 2013 – Naturschutz

- Hanns Dieter Hüsch, Köln 1990, Kulturförderung

## I
- Jakob Imig, 1977 – Heimatforscher und Mundartdichter aus der Pfälzischen Sprachinsel am Niederrhein
- Anton Immendorf, Stolberg 2002, Landes- und Regionalgeschichte
- Herbert Isaac, Städteregion Aachen 1985 – Heimatforschung
- Hermann Iseke, Wuppertal 2007, Landes- und Regionalgeschichte
- Ingrid Ittel-Fernau, Rösrath 2014 – Kulturförderung

## J
- Günter Jacobi, Lindlar 2006 – Heimatforscher[18]
- Hajo Jahn, 2006 – Vorsitzender der Else-Lasker-Schüler-Gesellschaft
- Augustinus Maria Philomena Petrus Janssen, Sittard/Niederlande 2006 – grenzüberschreitende Forschung
- Leonhard Jansen, Brüggen 1980
- Hubert Jansen, Erkelenz-Lövenich 1990 – Archäologie, Ur- und Frühgeschichte
- Julius Jansen, 1983 – Alltagskultur, Landes- und Regionalgeschichte
- Martin Jeremias, Wermelskirchen 1979 – Bodendenkmalpflege
- Jean Jülich, Köln 2007 – Edelweißpirat
- Margret Jüssen, Erftstadt 1995 – Ortsgeschichte, Mundartpflege
- Hans Josef Jungheim, Erftstadt 2000 – Fossilienforschung und Geologie
- Günter Junkers, Leverkusen 2006[19]
- Ulrich Jux, Bergisch Gladbach 1983 – Bergische Kulturgeschichte, Geologie des Bergischen Landes

## K
- Georg Kalckert, Königswinter 2019 – Alltagskultur, Heimatforschung – insbesondere Heisterbach
- Heinz Kalenborn, Düsseldorf 2008 – Architekt – Denkmalpfleger
- Monika Kampmann, Rösrath 2000 – Kölsche Sprache und Liedgut
- Fritz Kampschulte, Erkrath 2006 – Eisenbahn- und Heimatmuseum Erkrath-Hochdahl
- Alexandra Kassen, Köln 1999 – Leiterin des Theaters Senftöpfchen in Köln
- Werner Katz, Essen 2006 – Rheinisches Brauchtum
- Lothar Kellermann, Wermelskirchen 1999 – Heimatforscher
- Ulrich Kemper, Moers 1995, Heimatforscher
- Hans-Gerd Kersten, Kleve 2020 – Einsatz im Bereich der Natur- und Landschaftspflege sowie der Heimat- und Mundart[5]
- Walter Keßler, Erftstadt 2011 – Carl-Schurz-Forschung und Lokalgeschichte
- Hermann-Josef Kesternich, Euskirchen 2009 – Heimatgeschichte, Mundart
- Leo Kever, Raeren/Belgien 2007 – Töpfereimuseum Raeren
- Hape Kerkeling, 2019 – Entertainer; Auszeichnung für sein Engagement um Zusammenleben und friedliches Miteinander zwischen verschiedenen Völkergruppen, Unterstützung von Kindern aus materiell benachteiligten Familien, der offene Austausch über psychische Erkrankungen sowie Engagement für an HIV erkrankte Menschen in Mosambik.[20]
- Hiltrud Kier, Zülpich 2013 – Denkmalpflegerin, Hochschullehrerin und ehemalige Kölner Stadtkonservatorin und Generaldirektorin der Kölner Museen
- Christian Kieß, Bad Honnef 2021 - Heimatforscher und Fotograf
- Kölsche Kippa Köpp vun 2017, Köln, jüdische Karnevalsgesellschaft
- Heribert Klar, Köln 1990, Mundartautor
- Johannes Klaßen, Selfkant 1979 – Alltagskultur, Landes- und Regionalgeschichte, Vorsitzender des Heimatvereins
- Eckhard Kleinlützum, Mönchengladbach 2024 – Einsatz für die Versorgung Suchtkranker und psychisch erkrankter Menschen[2]
- Herbert Kleipaß, Emmerich 2024 – Emmericher Geschichtsverein[2]
- Siegfried Kley, Langenberg 2017 – Heimatforscher
- Karl Klockenhoff, Mettmann 1979 – Heimatforscher
- Hotel Klostergarten, Kevelaer 2024 – Gesellschaft, Inklusion[2]
- Clemens Klug, Hürth – Vorsitzender des Heimat- und Kulturvereins, Schriftsteller
- Fritz Knäpper, Wermelskirchen 1978
- Gertrud Koch, Köln 2007 – Edelweißpirat
- Heinz Koch, Nettetal-Hinsbeck 2011 – Heimatforscher
- Theodor Koch, Langerwehe – Geich 2016 – Denkmalpflege Nikolauskapelle (Geich)
- Ralf Kochann, Krefeld 2006 – Heimatpflege, Mundart
- Hanns Kockers, Krefeld 2001 – Mundart
- Kölsche Kippa Köpp, Köln 2022  –  jüdischer Karnevalsverein
- Udo Kolpe, Oberwiehl 2013 – Naturschutz und Landschaftspflege[21]
- Anise Koltz, Luxemburg 1997 – für Verdienste um den gemeinsamen Kulturraum
- Wolfgang Kondruss, Bergisch Gladbach 2001 – Multikulturelles Zusammenleben
- Anton Könen, Mechernich 2005 – Stadtchronist
- Karl König, Leverkusen 2014 - Schutz der Kulturlandschaften[22]
- Hans Königs, Aachen 1979 – Heimatforschung und Denkmalpflege
- Günter Konrad, Wuppertal 2019 – Heimatforscher
- Manfred Konrads, Hellenthal 1984 – Volkskunde, Mundart
- Ernst Köppen, Krefeld 1985 – Heimatgeschichte
- Walter Köster, Bergneustadt 1989
- Hans-Peter Krämer, Brühl 2006 – Mitinitiator des Max-Ernst-Museums in Brühl
- Gerhard Krämer, Bergisch Gladbach 2005 – Kulturförderung
- Bernd-Dieter Kraft, Krefeld 2018 – Naturschutz
- Heinz Josef Kramer, Holzheim 2005 – Heimatforscher
- Hans Jürgen Kranz, Köln 2014 – Denkmalpflege, Naturschutz
- Helmut Krause, Overath 1991 – Heimatforscher
- Jan Krauthäuser, Köln 2011 – für Verdienste um die interkulturelle Verständigung und die Förderung der regionalen Musikkultur
- Franz Heinrich Krey, Bergisch Gladbach 1988 – Heimat- und Brauchtumspflege
- Anni Kroll, Nideggen 1999 – Heimat- und Brauchtumspflege
- Paul und Sigrid Krückel, Alfter 1998 – Heimatforscher
- Reinhold Kruse, Köln – Heimatforscher
- Heinz Küppers, Erkelenz 2007 – Alltagskultur, Landes- und Regionalgeschichte, Vorsitzender des Fördervereins Haus Hohenbusch
- Wolfgang Küppers, Ratingen 2024 – Förderverein des LVR-Industriemuseums Textilfabrik Cromford[2]
- Wilma Kürten, Bergisch Gladbach 1979 – Heimatpflege und Sprachgeschichte
- Theo Kutsch, Herzogenrath 1983 – Landes- und Regionalgeschichte

## L
- Arthur Lamka, Bergisch Gladbach 1986 – Regionale Kulturpflege
- Peter Landmann, Kempen 2025 – Kultur
- Anneliese Langenbach, Grevenbroich 2000 – Keramikerin
- Hans Langerbeins, Wegberg 2010 – Archäologie
- Willi Laschet, Hürth 2005 – Plakatmaler
- Karl-Heinz Laufs, Erkelenz 2024 – fotografische Dokumentation des fortschreitenden des Braunkohle-Tagebaus und dessen Auswirkungen auf den Kreis Heinsberg[2]
- Stephan Laux, Köln 2007 – Landes- und Wissenschaftsgeschichte
- Josef Lennartz, Erkelenz 2011 – Heimatforscher, Archivpflege, Landes- und Regionalgeschichte
- August Lentz, Heinsberg 1977 – Alltagskultur, Archäologie, Denkmalpflege, Mundart
- Günter Lesche, Wuppertal, 1991 – Sänger[8]
- Ulrich Lieven, Bedburg 2016 – Bodendenkmalpflege/Paläontologie
- Karl Lieck, Wassenberg 2018 – Alltagskultur
- Linden-Theater (Frechen), Frechen, 2014 – Landschaftliche Kulturpflege, siehe Gatting und Stumpf
- Sjef van der Linden und Crischa Ohler, 2020 – theaterpädagogische Projekte, Engagement für kulturelle Bildung und Teilhabe von Kindern und Jugendlichen[5]
- Ernst Linderoth, Bonn 1980 – Heimatfotograf
- Manfred Link, Odenthal 2003 – Bodendenkmalpflege
- Reinold Louis, Kerpen – Brauchtums- und Kulturpflege, Musikförderung
- Walter Lorenz, Remscheid 1989 – Archivar der Stadt Remscheid (bis 1986), Bergischer Geschichtsverein

## M
- Jean Malget, Luxemburg – Regional- und Volkskunde, Geschichte des luxemburgischen Klerus
- Nina Matuszewski, Köln 1997 – Vorstand des Kölner Frauengeschichtsvereins
- Peter Malzbender, 2020 – Forschung und Erhaltung der Natur am linken Niederrhein[5]
- Johannes Maubach, Köln 2014 – Landes- und Regionalgeschichte
- Edgar Mayer, Köln 2002 – Stiftung Butzweilerhof
- Ingrid Mayer, Leverkusen 2001 – Natur- und Umweltschutz[23]
- Meckenheimer Stadtmuseum und Kulturforum e. V., Meckenheim 2024 –  Engagement für das kulturelle und historische Erbe Meckenheims[2]
- Hubert Meenen, Emmerich 2005 – Heimatforscher
- Horst Melcher, Bergisch Gladbach 2000 – Landschaftliche Kulturpflege
- Werner Mellen, Krefeld 2004 – Regional- und Ortskunde
- Dieter Menninger, Overath 1987 – Natur- und Landschaftsschutz
- Heinrich Mercks, Städteregion Aachen 1996 – Mundart
- Leo Messenig, Hürtgenwald 2007 – Heimatforscher
- Magdalene Merkel, Essen 2020 – Aufbau des inklusiven Zentrums Billebrinkhöhe in Essen[5]
- Günther Merkens, Erkelenz 2019 – Ehrenamtlichen kulturellen Verdienste um die Landes- und Regionalgeschichte
- Marie-Luise Mettlach, Burscheid 2008 – Heimatforscherin
- Mitglieder des Heimat- und Geschichtsvereins Merzenich, 1989, Errichtung des Museums
- Peter H. Meurer, Heinsberg 1985 – Landes- und Regionalgeschichte
- Ruth Meyer-Kahrweg, Wuppertal 2002 – Heimatforscherin
- Hans-Albrecht Meyer-Stoll, Moers 2005 – soziales und kulturelles Engagement
- Hans Michels, Köln 2005 – Heimatforscher
- Gertrud Middell, Mettmann 1981 – Heimatforscherin
- Hans-Christian Mittag, Krefeld 2002 – Naturschutz
- Gerhard Moll, Städteregion Aachen 1991 – Naturschutz
- Ernst Mömkes, Bergisch Gladbach 1984 – Volkskunde, Dialektforschung
- Helmut Mootz, Duisburg 1997 – Mundart und Heimatpflege
- Wolfgang Moritz, Remscheid 2008 – Vorsitz des Kulturzentrums Klosterkirche Lennep
- Max Morsches, Bergisch Gladbach 2006 – Heimatforscher
- Theo Mülders, Tönisvorst 1983 – Mundartautor[24][25]
- Jürgen Müller, 1987 – Landes- und Regionalgeschichte und Naturschutz, Städteregion Aachen
- Justus Müller Hofstede, Bonn 1985 – Vorsitzender des Bonner Heimat- und Geschichtsvereins 1977–2004, Professor für Kunstgeschichte
- Peter Mülhens, Erftstadt-Bliesheim 2007 – Kulturelles Engagement (Denkmalschutz)

## N
- Adolf Nekum, Bad Honnef 1990 – Heimatforscher
- Elmar Neuß, Monschau 1998 – Heimatforscher
- Hiltrud Neumann, Mönchengladbach 2011, Kulturpflege
- Hedwig Neven DuMont, Rösrath 1997 – Kulturpflege
- Herbert Nicke, Wiehl 2003 – Heimatforscher
- Thomas Nickel, Neuss 2006 – Stv. Bürgermeister von Neuss, Präsident des Neusser Bürger-Schützen-Verein[26]
- Jürgen Nimptsch, Bonn 2024 - Förderung der rheinischen Kultur und des rheinischen Brauchtums[2]
- Paul Nitsche, Bergisch Gladbach 1984 – Pflege des Volksliedgutes
- Erzpriester Sokratis Ntallis, Bonn 2005 – Integration und interkulturelle Gesellschaft

## O
- Peter Odenthal, Leverkusen 2019 - kulturelles Engagement in Geschichtsvereinen und Engagement für die Reuschenberger Mühle[27]
- Wolfgang Oelsner, Köln 2025 – Kulturforscher Karneval[28]
- Crischa Ohler und Sjef van der Linden, 2020 – theaterpädagogische Projekte, Engagement für kulturelle Bildung und Teilhabe von Kindern und Jugendlichen[5]
- Herbert Ommer, Bergisch Gladbach 2013 – Engagement für regionale Kultur, Bergbau und Handwerk
- Georg Opdenberg, Krefeld 2000 – Orts- und Heimatgeschichte
- Oskar Osberghaus, Bergneustadt 1977 – Heimatforscher, Vorsitzender der oberbergischen Abteilung des Bergischen Geschichtsvereins
- Linda Orth, Gründerin des Psychiatrie-Museums Ver-rückte Zeiten und des Arbeitskreises Psychiatriegeschichte Bonn[5]
- Norbert Orthen, Odenthal 2019 – Engagement für regionale Kultur sowie Geschichte der Zisterzienser und der Abtei Altenberg
- Gottfried Ottweiler, Bonn 1981 – Kartograph, Naturschutz
- Wilhelm Overbeck, Pfarrer, Essen 1989 – Erhalt der Zeche Carl für die Einrichtung eines soziokulturellen Zentrums
- Wilma Overbeck, Köln 2014 – Alltagskultur, Multinationales Zusammenleben und friedliches Miteinander, Mundart
- Karin Oehl, Pulheim 2019 – Engagement zum Schutz der Igel, 40 Jahre Betreiberin einer Igelstation

## P
- Klaus Pampus, Reichshof 2000 – Heimatforscher
- Willibert Pauels, (alias „Ne Bergische Jung“) 2009 – Büttenredner im Kölner Karneval, Kabarettist, Liedersänger, Gitarrenspieler und katholischer Diakon
- Josef Pasch, Kempen 1996 – Heimatkunde, Heimatpflege
- Michel Pauly, Luxemburg 2006 – Rheinische Landesgeschichte bei der Deutschen Forschungsgemeinschaft „Zwischen Maas und Rhein“
- Theodor Pelster, Krefeld, 2011 – Landes- und Regionalgeschichte
- Wolfgang D. Penning, Herzogenrath 2005 – Landes- und Regionalgeschichte
- Cornel Peters, Städteregion Aachen 1991 – Heimatforschung
- Siegfried Pfankuche-Klemenz, Köln 2004 – Heimatforscher
- Maria Pingen, Gey/Neuss 2024 – ehrenamtliche Paläobotanik/Bodendenkmalpflege[2]
- Beulah Pinto, Randerath 1984 – Heimatforschung
- Santosh Pinto, Randerath 1984 – Heimatforschung
- Marianne Pitzen, Bonn 2021 – Künstlerin und Gründerin des Bonner Frauenmuseums
- Helmut und Michèle Pötzsch, Solingen 2020 –Einsatz für den Schutz von Fledermäusen
- Annelie Pohlen, Mönchengladbach 2018 – Kuratorin und Kunsthistorikerin
- Bernhard Poll, Städteregion Aachen 1977 – Landes- und Regionalgeschichte
- Horst Pomsel, Aachen 2011 – Archäologie
- Barbara Precht-von Taboritzki, Köln 2006 – Denkmalpflegerin
- Karl Pütz, Herzogenrath 2016 – Rheinische Kulturpflege im weitesten Sinne
- Heinrich Pützler, 2006 – Naturphotograph
- Pantheon-Theater, Bonn 2016
- Renate Puvogel, Aachen 2018

## Q
- Hans Wilhelm Quitzow, Krefeld 1979 – Geologie

## R
- Karl-Heinz Radermacher, Neuss 2006, engagierter Naturschützer[29]
- Helmer Raitz von Frentz, Krefeld 2003 – Landschaftliche Kulturpflege
- Heinrich Rauscher, Wuppertal 2008 – Naturkunde und Industriegeschichte
- Dieter & Rosemarie Rehbein, Krefeld, 2018 – Heimatforschung
- Wilhelm Rempe, Krefeld, 1977 – Heimatforschung, Naturschutz
- Ulrich Rein, Krefeld 1983 – Landes- und Regionalgeschichte
- Willi Reisdorf, Köln 2011 – Mundart- und Heimatpflege
- Helene Reißer, Aachen 2006 – Mundarttheater Alt-Aachener-Bühne 1919
- Wilhelm Rempe, Krefeld 1977 – Heimatpflege, Natur- und Landeskunde
- Egon von Reth, Städteregion Aachen 1984 – Heimatforschung
- Antoinette Reuter, Luxemburg 2003 – Gründung des Dokumentationszentrum für Migration
- Ursula Reuter und Adrian Stellmacher (2013) stellvertretend für die Mitarbeiter des Arbeitskreises Jawne (Ehemaliges Jüdisches Gymnasium in Köln)
- Klaus Reymann, Krefeld, 2015 – Denkmalpflege
- Hermann Rheindorf, Köln 2019 – Mit-Organisator der Künstler-Initiative AG Arsch huh, Dokumentarfilmer und Sammler rund um die Kölner Stadtgeschichte.[30]
- Hans Walter Rhiem, Euskirchen 1997 – Archäologie und Denkmalpflege
- Wolfgang Richter, Aachen 1995 – Heimatforschung
- Hugo Rieth, Essen 2005 – Heimat- und Landschaftspflege, Naturschutz
- Annemarie Ricken, Xanten 2024 –Engagement für die Außenstelle Xanten des LVR-Amtes für Bodendenkmalpflege, ehrenamtliche Archivarbeit[2]
- Richard Riediger, Übach-Palenberg 1998 – Archäologie
- Hubert Roer, Wachtberg-Villiprott – Zoologie, Naturschutz[31]
- Bernd-Dieter Röhrscheidam, Willich 2024 – Erinnerungsarbeit mit Schwerpunkt Stolpersteine[2]
- Peter Rong, Aachen 1987 – Landes- und Regionalgeschichte
- Franz Ronig, Trier 2012
- Reinhard Rösler, Bonn 2014 Einsatz für den Erhalt der Beethovenhalle
- Karl-Ernst Friedrich Roßberg, Köln 2007 – landschaftliche Kulturpflege
- Hermann Josef Roth, Köln 1998 – Natur- und Umweltschutz, Kulturpflege
- Guido Rotthoff, Krefeld 1989 – Landes- und Ortsgeschichte
- Heinz Rühl, Voerde/Ndrh. 1984 – regionale Kulturarbeit
- Hubert Rütten, Erkelenz 2025 – Regionalgeschichte, insbesondere jüdische Zusammenarbeit

## S
- Helmut Sallmann, Krefeld 2014 – Denkmal- und Bodendenkmalpflege
- Hubertus Prinz zu Sayn-Wittgenstein-Berleburg, Odenthal 2004 – Kulturförderung
- Irina zu Sayn-Wittgenstein-Berleburg, Odenthal 2004 – Kulturförderung
- Bernd Schäfer (* 1952), Rees 2019 – Lehrer, Heimatforscher, jüdische Geschichte von Rees[32]
- Peter Schäfer, Köln 2007
- Konrad Schaefer, Bad Münstereifel 1986 – Maler und Grafiker, Mitbegründer der Vereinigung Bildender Künstler aus Eifel und Ardennen (EVBK Prüm)
- Francois Schaffner, Frankreich 2004 – Förderung der deutsch-französischen Beziehungen
- Schaffrath Stiftung für Soziales, Mönchengladbach 2024 – soziale Projekte in der Region[2]
- Hans Schafgans, Bonn 1981 – Fotograf
- Peter Schein, Aachen 2006 – Mundarttheater Alt-Aachener-Bühne 1919
- Helmut Scheffler, Schermbeck 2007 – Heimatforscher
- Wilhelm Schepping, Neuss 2008, – Musik- und Sprachforscher
- Hannelore Schewe, Köln 1997 – Vorstand des Kölner Frauengeschichtsvereins
- Hans-Peter Schiffer, Kall 2004
- Günther Schlieker, Bergisch Gladbach 1981 – Heimatforscher
- Charles Schlosser, Frankreich 2006 – Förderung der deutsch-französischen Freundschaft, Projekt Fleckenstein
- Andreas Schloßnagel, Rheinisch-Bergischer Kreis 1977 – Bodendenkmalpflege
- Ferdinand Schmidt, Aldenhoven 1997 - Verdienste um die rheinische Kulturpflege (archäologische Arbeiten)[33]
- Klaus Schmidt, Köln 2006 – Pfarrer, Autor, Verein Rom.e.V.
- Loki Schmidt, Blankenheim, Engagement in der Landschaftspflege[34]
- Josef Schnabel, Niederkassel 2015, Heimatforscher, Denkmalpfleger und Dozent[35]
- Peter Schnitzler, Köln, Ballettmeister und Choreograph
- Ursula Schmidt-Goertz, Bergisch Gladbach 1993 – Langjährige Redakteurin des Rheinisch-Bergischen Kalenders
- Friedrich Schmitz, Grevenbroich 1994 – Vorsitzender des Geschichtsvereins Grevenbroich
- Kurt Schnöring, Wuppertal 1990 – Heimatforscher, Autor und Chefredakteur
- Catharina Scholtens, Kerkrade (Rolduc) / Niederlande 2013
- Franz Schorn, Weilerswist 1987 – Heimatforscher; Johann Hugo von Orsbeck[36]
- Helmut Schorsch, Duisburg-Walsum 1999, Vorsitzender des Heimatvereins Walsum
- Hans Schöttler, Heiligenhaus 2008 Umweltschutz
- Ulrike Schrader, Wuppertal 2024 – Kultur
- Ernst Schraetz, Krefeld 1990 – Naturschutz, Landespflege
- Fritz Schramma und Ulla Schramma, Köln 2024 – Gesellschaft, Gründung Verein Kölner Opferhilfe e.V.[2]
- A. Katharina Schreiber, Stolberg 1996 – Rheinische Kulturpflege im weitesten Sinne
- Bernhard Peter Schreiber, Erftstadt 2001 – Bodenfunde und Archäologie
- Helmut Schreiber, Stolberg – Heimatforscher
- Peter Schreiner, Heimatforscher
- Dieter Schröder, Mechernich 2008 – Kulturförderung, Landes und Regionalgeschichte
- Karl Schröder, 2011 – Heimatforscher
- Karl-Peter Schröder, Alsdorf 2016 – Rheinische Kulturpflege im weitesten Sinne
- Walborg Schröder, Bergisch Gladbach 2002 – Multikulturelles Zusammenleben
- Paul Schrömbges, Kaldenkirchen 2024 – Veröffentlichung historischer Texte zu Kaldenkirchen, Viersen und Willich sowie ehrenamtliches Engagement in verschiedenen Vereinen, Kirche, Sport und Politik[2]
- Helmut Schulte, Troisdorf 1998 – Heimatforschung und Bodendenkmalpflege
- Michael Schumann, Wuppertal 2015 – Vorsitzender des Bergischen Straßenbahnmuseums
- Manfred Schürmann, Düsseldorf 2014 – Heimatforschung, Landes- und Regionalgeschichte, Naturschutz
- Heinz Schwan, Krefeld 1996 – Naturschutz, Landschaftspflege
- Ludwig Sebus, Köln 2007 – Alltagskultur, Mundart
- Klaus Sefzig, Duisburg 2014 – Landes- und Regionalgeschichte
- Karl Senk, Essen 2006 – Heimatforscher und Kulturpflege (posthum)
- Helena Siemes, Viersen 1989 – Volkskunde
- Herbert Simons, Übach-Palenberg 2020 –[37][5]
- Herbert Sinz, Hürth 1985 – Schriftsteller
- Jan G. Smit, Niederlande 2006 – Förderung der niederländisch-deutschen Beziehungen und der gemeinsamen Hochwasservorsorge
- Solinger Kunstverein e. V., Solingen 2024 –  Kultur[2]
- Martin Sorg, Krefeld 1996 – Naturschutz, Landschaftspflege
- Claudette Soumahoro, 2006 – Flüchtlingshilfe
- Gotthard Speer, Bergisch Gladbach 1985 – Musikpflege zwischen West und Ost
- Frits Sprokel, Kerkrade / Niederlande 2007 – grenzüberschreitende Heimatforscher und -forscherinnen
- Hans-Josef Sprünken, 1988 – Landes- und Regionalgeschichte
- Herbert Stahl, Bergisch Gladbach 2009 – Engagement für regionale Kultur und das Handwerk
- Martin Stankowski, Köln
- mgr. J. Stassen, Kerkrade (Rolduc) / Niederlande
- Mechthild Staudenmaier, Krefeld, 2015 – Multinationales Zusammenleben und friedliches Miteinander
- Steeler Archiv e. V., Essen 2024, Verein zur Bewahrung und Vermittlung der Essen-Steeler Geschichte[38]
- Gerd Steinmetzer, Frechen 1996, VHS und Kulturmanager
- Hans Steinröx, Städteregion Aachen 1977, Landes- und Regionalgeschichte
- Paul Stelkens, Frechen 2013 (Richter a. D.) Denkmalschutz, Aufarbeitung der NS-Vergangenheit
- Adrian Stellmacher und Ursula Reuter, Köln (2013) stellvertretend für die Mitarbeiter des Arbeitskreises Jawne (Ehemaliges Jüdisches Gymnasium in Köln)
- Hans Stelsmann, Kerkrade (NL)
- Werner Stenmans, Krefeld 1996 – Naturschutz, Landschaftspflege
- Gerd Stevens, Hamminkeln 2018 – Heimatforscher
- Michael Stevens, Willich 2012 – Naturschutz, Naturkunde
- Holger Maria Sticht, Köln – Bündnis für die Wahner Heide e.V.
- Josef Stiel, Eschweiler 2016 – Rheinische Kulturpflege im weitesten Sinne
- Hanna Stommel, Erftstadt 1994 – Lokalgeschichte
- Karl Stommel, Erftstadt 1982 – Historiker, Landesgeschichte und Lokalgeschichte
- Friedrich Stricker, Schermbeck 1987 – Heimatforscher
- Walter Strunk, Kreis Düren 2005 – Archäologie, Heimatforscher
- Hilmar Stumpf, Frechen 2014, Kulturförderung- und -pflege, stellvertretend für den Verein Linden-Theater e.V. Frechen
- Stups-Kinderzentrum, Krefeld 2024 –  Unterstützungs-, Entlastungs- und Betreuungsangeboten für Familien mit schwerstkranken oder behinderten Kindern[2]
- Hans Süssmuth, Neuss 2017, Hochschullehrer, Historiker

## T
- Ernst Tapper, Krefeld 1977 – Landschafts- und Heimatpflege
- Max Tauch, Neuss 2002 – Historiker und Heimatforscher
- Hermann Terlinden, Rees 1984 – Stadtarchivar
- Gerhard Tholen, 1980 – Landes- und Regionalgeschichte
- Jaques Tilly, Düsseldorf 2020 – Illustrator, Bildhauer und Karnevalswagenbauer, für seine satirische Auseinandersetzung mit existenziellen Fragen[5]
- Wilhelm Toups, Duisburg 1986 – Heimatforscher (Mundart, Namenkunde und Auswanderung)
- Wolfgang Trees, Aachen 1989 – Autor
- Magdalena Trier, Bergisch Gladbach 2001 – Museumspflege
- Karl Heinz Türk, Düren/Nörvenich 1978 – Historiker und Heimatforscher

## U
- Hans-Hubert Ubber, Oberbergischer Kreis 1991 – Naturschutz
- Heinrich Uerlings, Kreis Düren 1988 – Mundart
- Harald Uhl, Wachtberg 2007 – Landes- und Regionalgeschichte
- Christiane Underberg, Rheinberg 2002 – Denkmalpflege
- Sophia Ungers, Köln 2024 – Stiftung Ungers Archiv für Architekturwissenschaft, Engagement für baukulturelles Bewusstsein[2]

## V
- Paul Vallen, Gangelt 2017 – Heimatforschung, Landes- und Regionalgeschichte
- Michel Van der Eycken, Belgien 2012, Direktor des Brüsseler Staatsarchivs
- Friedrich Gerhard Venderbosch, Rösrath 1977 – Heimatforscher
- Georges Vermandel, Bergisch Gladbach 1990 – Kulturgeschichte des Bensberger Schlosses
- Theo Versteegen, Krefeld 2002 – Mundartpflege, Heimatpflege
- Walter Vitt, Köln 2004 – Engagement für die Kunst im Rheinland
- Hans Vogt, Krefeld 1992 – Heimatpflege
- Günther Voigt, Wuppertal 1979 - Heimatgeschichte
- Hans-Joachim Volkmann, Wermelskirchen 1981 – Bodendenkmalpflege
- Lothar Vreden, Königswinter 2012 – Heimatgeschichte, Mundart

## W
- Aenne Wagner, Solingen 1991 – Widerstandskämpferin und Autorin
- Hermann Wamper, Bergisch Gladbach 1980 – Denkmalpflege, Landesgeschichte, Heimatpflege
- Günter Warthuysen, Wesel 2016 – Verwaltungsbeamter und Lokalhistoriker
- Herbert Wauer, Kürten 1988 – Erforschung der bergischen Flora
- Günter Weber, Wuppertal 2006 – Mikrofotografie
- Heinz Webers, Krefeld 2012 – Pflege der Krefelder Mundart
- Herbert Weghs, Krefeld 2014 – Naturschutz
- Hugo Weidenhaupt, Düsseldorf 1997 – Stadtarchivar von Düsseldorf
- Helmut Weingarten, Frechen
- Peter Josef Weiß, 1926–2012, Heimatforscher
- Guido de Werd, Kleve 2013 – Leiter des Museums Kurhaus Kleve
- Hans Wilbers, Krefeld 2016 –  Mundart-Dichter
- Hermann-Josef Wienken, Neuss 2020 – Vorstandssprecher von „Iggl“, Einsatz für Inklusion[39]
- Willem J. H. Willems, Niederlande 2004 – Direktor des zentralen Fachamtes für Bodendenkmalpflege in den Niederlanden
- Rainer Widmann, Wuppertal 2008 – für besondere Verdienste in der landschaftlichen Kulturpflege[40]
- Paul Wietzorek, Krefeld, 2017 – Heimatforschung, Landes- und Regionalgeschichte
- Hans Wilbers, Krefeld, 2016 – Mundart
- Walter Wimmer, Essen 1986 – Journalist, Herausgeber der Borbecker Nachrichten
- Helmut Windeck, Waldfeucht 2012 – Heimatforschung, Landes- und Regionalgeschichte
- Franz Wings, Eschweiler 2016 – Rheinische Kulturpflege im weitesten Sinne
- Michael Wink, Heidelberg 1989 – rheinische Avifaunistik
- Karl-Heinz Winschuh, Duisburg 2006 – Mundartdichter
- Josef Wißkirchen, Pulheim 2007 – Lokalhistoriker
- Hedwig Wittmann, Krefeld 2008 – Kultur und Soziales (Mundart)
- Bernd Wodrich, Haan 2024 – Kultur, Haaner Ansichtskartenmuseum[2]
- Jean-Marie Woehrling, Frankreich 2003 – Generalsekretär der Zentralkommission für die Rheinschifffahrt, Straßburg
- Rose-Marie Wörner, Wuppertal 1996 – Landschaftsarchitektin und Gartendenkmalpflegerin
- Arnold Wolff, Köln 2011 – für seine langjährigen Verdienste um die Erhaltung des Kölner Doms
- Richard Wollgarten, Aachen 2006 – Mundartverein „Öcher Platt“
- Fritz Wündisch, Brühl 1977 (Erste Verleihung) – Braunkohleforschung und Lokalgeschichte

## X
- Renate Xhonneux, Inden 1989 – Heimatforschung

## Y
- Else Yeo, Leverkusen 1994 – Heimatforschung

## Z
- Herbert Zahn, Bacharach 2013 – Denkmalpflege
- Johann Wilhelm Zanders, Bergisch Gladbach 1977 – Vorsitzender des Altenberger-Dom-Vereins
- Hans Wolfgang Zanders, Bergisch Gladbach 2005 – Kulturförderung
- Christine Zechner, Köln 2009 – Naturschutz
- Alfred Zeischka, Oberhausen 1977 – Archäologie
- Hans Zelle, Schermbeck 2008 – Vorsitzender des Heimat- und Geschichtsvereins
- Walter Zenker, Rhein-Erft-Kreis 1979 – Naturschutz
- Norbert Zerlett, Rhein-Sieg-Kreis 1977 – Landes- und Regionalgeschichte
- Klaus Zerres, Bonn 2014 – Einsatz für das Kunstmuseum Bonn
- Josef Zimmermann, Düsseldorf 1992 – Naturschutz
- Rolf Zimmermann, Euskirchen / Schleiden 2018 – Rotkreuz-Museum / Rotkreuz-Akademie Vogelsang
- Ernst Zinn, Neuss 2001 – Landes- und Regionalgeschichte
- August Zippmann, Mettmann 1985 – Landes- und Regionalgeschichte
- Hannelore und Peter Zöhren, Schwalmtal 2014 – Landes- und Regionalgeschichte
- Emil Zuppke, Bonn 1977 – Denkmalpflege